# Noboru Nakamura
Noboru Nakamura (en japonés, 中村 登, Tokio, 4 de agosto de 1913 – Tokio, 20 de mayo de 1981) fue un director de cine y guionistas japonés. Dirigió casi 90 películas y escribió alrededor de 15 guiones entre 1938 y 1979.

## Biografía
2385 / 5000
Noboru Nakamura nació en Shitaya en lo que ahora es distrito de Tokio Taitō. Después de graduarse de la facultad de Letras de la Universidad de Tokio, ingresó en Shōchiku en 1936 como director asistente y trabajó con directores como Torajirō Saitō, Kōzaburō Yoshimura y Yasujirō Shimazu  en Ofuna Studios en Shōchiku. Ascendido a director, debutó en 1941 con un documental Seikatsu to rizumu , su primera obra de ficción  Kekkon no riso  lanzado el mismo año.
Varias de sus películas participaron en festivales internacionales, en 1952 Nami formó parte de la selección oficial del festival de Cannes y dos de sus películas fueron nominadas a los Oscar a la mejor película en lengua extranjera, Las gemelas de Kioto (Koto) en 1964 y Retrato de Chieko (Chieko-sho) en 1968.
Es el elegido para dirigir  Mikan no Taikyoku , una coproducción chino-japonesa centrada en la amistad de dos grandes jugadores de go, uno japonés y el otro chino, heridos por la guerra. Pero la preparación de la película es tan larga, cada detalle es discutido cuidadosamente por ambas partes, que tanto Noboru Nakamura como el actor principal chino mueren antes de que comience el rodaje. La película finalmente se estrenó en 1982 con Shun'ya Satō reemplazando a Nakamura.

## Filmografía
- Life and Rhythm (1941)
- The Ideals of Marriage (1941)
- Otoko no iki (1942)
- Omitsu no endan (1946)
- Home Sweet Home (1951)
- Nami (1951)
- Adventure of Natsuko (1953)
- Shuzenji Monagatari (1955)
- Doshaburi (1957)
- The Countey Boss (1958)
- Waiting for Spring (1959)
- Marry a Millionaire (1959)
- I-Ro-Ha-Ni-Ho-He-To (1960)
- Koto (Las gemelas de Kioto, 1963)
- The Shape of Night (1964)
- Niju issai no chichi (1964)
- River Kino (1966)
- Lost Spring (1967)
- Chieko-sho (Retrato de Chieko, 1967)
- Waga Toso  (1968)
- Through Days and Months (1969)
- Waga Ko, Waga Uta (1969)
- The Song from My Heart (1970)
- Kaze no Bojô (1970)
- Shiroi Shojo (1976)
- Shiokari Pass (1977)
- Nichiren (1979)

## Premios y distinciones
Premios Óscar
| Año  | Categoría                          | Película             | Resultado |
| ---- | ---------------------------------- | -------------------- | --------- |
| 1964 | Mejor película de habla no inglesa | Las gemelas de Kioto | Nominado  |
| 1968 | Mejor película de habla no inglesa | Retrato de Chieko    | Nominado  |